# Nantechilde
Nantechilde, o Nantilde (... – 646), fu regina dei Franchi, di Neustria e di Burgundia (per un breve periodo di tutti i Franchi), tra il 630 e il 639, in quanto seconda moglie di Dagoberto I. Poi fu reggente per conto del figlio Clodoveo.

## Biografia
Secondo il cronista Fredegario, Nantechilde, di cui non si conoscono gli ascendenti, fu la seconda moglie di Dagoberto I. Naintechilde era una delle ragazze di servizio di camera della regina, Gomatrude, che, verso il 630, era stata ripudiata; nello stesso anno, a Parigi, Nantechilde sposò Dagoberto I, il re di tutti i Franchi, escluso il regno d'Aquitania.
Durante il matrimonio, Dagoberto sposò altre due donne, Wulfegonda e Bertechilde che convissero in una situazione di poligamia (tre mogli contemporaneamente).
Nel 633, Dagoberto fu costretto a cedere alle pressioni degli Austrasiani concedendo loro nuovamente l'indipendenza e nominando loro re il suo primogenito, Sigeberto III, di circa tra anni, che era nato da una concubina, Ragnetrude. Sigeberto III regnò sotto la custodia del maggiordomo di palazzo Pipino di Landen e del vescovo di Metz, Arnolfo di Metz e dopo la morte di quest'ultimo, del vescovo Cuniberto di Colonia.
Nel 639, alla morte del marito, Dagoberto I, dopo diciassette anni di regno, l'Austrasia continuò a essere governata da Sigeberto III, mentre i regni di Neustria e di Borgogna furono ereditati dal figlio maschio di Naintechilde, Clodoveo, che aveva solo sei anni, per cui la reggenza venne esercitata dalla madre assieme al maggiordomo di palazzo di Neustria e di Burgundia, Aega, che nel 642 morì, lasciando Nantechilde, unica reggente.
Ercinoaldo prese il posto di Aega come maggiordomo di palazzo di Neustria e di Burgundia.
Nel 646, sempre secondo Fredegario, la regina madre Naintechilde, assieme al figlio Clodoveo, nominarono Flaocado maggiordomo di palazzo di Burgundia.
Nantechilde morì in quello stesso anno

## Matrimonio e figli
Nantechilde a Dagoberto I aveva dato quattro figli:
- Clodoveo (ca. 633[3]-657), re dei Franchi di Neustria e di Burgundia
- Regintrude, di cui si hanno scarse notizie
- Irmina, di cui si hanno scarse notizie
- Adele, che fondò un monastero di cui fu la prima badessa.

### Fonti primarie
- (LA)  Fredegario, FREDEGARII SCHOLASTICI CHRONICUM CUM SUIS CONTINUATORIBUS, SIVE APPENDIX AD SANCTI GREGORII EPISCOPI TURONENSIS HISTORIAM FRANCORUM.
- (LA)  Monumenta Germaniae historica: Regum Merawingiorum Genealogiae.
- (LA)  Monumenta Germaniae historica: Chronicon Moissiacensis.